# Marek Dietl
Marek Dietl (ur. 5 listopada 1977 w Warszawie) – polski ekonomista i menedżer, doktor nauk ekonomicznych, w latach 2017–2024 prezes zarządu Giełdy Papierów Wartościowych w Warszawie.

## Życiorys
Syn Tomasza Dietla i Marii Święcickiej, wnuk Jerzego Dietla i Macieja Święcickiego, prawnuk Bronisława Dietla, Stanisława Rostworowskiego i Haliny Jaroszyńskiej. Jest spokrewniony z Józefem Dietlem, Florianem Znanieckim, Hanną Pappius, Ludwikiem Mycielskim, Adamem Janta-Połczyńskim.
Absolwent Szkoły Głównej Handlowej, gdzie w 2012 został adiunktem. W 2008 w Instytucie Nauk Ekonomicznych PAN obronił doktorat na podstawie pracy pt. Wpływ niepewności na proces monopolizacji. Odbył staże naukowe na University of Essex oraz University of Glasgow.
Pracował w firmie doradczej Simon-Kucher & Partners, kierując jej warszawskim biurem, a następnie w Krajowym Funduszu Kapitałowym jako menedżer i wicedyrektor inwestycyjny. Zasiadał też w radach nadzorczych kilkunastu spółek. Był wychowawcą w Sekcji Rodzin Klubu Inteligencji Katolickiej, ekspertem i członkiem zarządu Instytutu Sobieskiego oraz ekspertem Business Centre Club. Pełnił funkcję doradcy społecznego prezydenta Andrzeja Dudy, doradzał też trzem szefom Urzędu Regulacji Energetyki. W latach 2017–2024 prezes zarządu Giełdy Papierów Wartościowych w Warszawie.